# فايكنغز (الموسم 1)
فايكنغز (الموسم 1) هو الجزء الأول من المسلسل التلفزيوني الدرامي التاريخي، كتبه وأنشأه مايكل هيرست لقناة التاريخ الكندية.
عرض الموسم الأول لأول مرة في 3 مارس 2013 في كندا واختتم في 28 أبريل 2013، ويتكون من تسع حلقات. وهو يبدأ مع بداية عصر الفايكنج.

## طاقم العمل والشخصيات

### الأساسيين
- ترافيس فيميل بدور راغنار لوثبروك
- كاثرين وينيك بدور لاغيرثا، زوجة راغنار
- كليف ستاندين بدور رولو، أخ راغنار
- جيسالين جيلسيج بدور سيغي، زوجة الإيرل هارلدسون
- جوزتاف سكارسجارد بدور فلوكي، بنّاء السفن وصديق راغنار
- جورج بلاجدين بدور أثيلستان، راهب أنجلوسكسونيون قبض عليه راغنار في أول غارة له على إنجلترا
- غابريل بيرن بدور الإيرل هارلدسون، إيرل المستوطنة المعروفة باسم كاتيغات، موطن راغنار
- أليسا سثرلاند بدور الأميرة آسلوغ
- دونال لوغ بدور الملك هوريك الأول

### ظهروا بشكل متواتر
- جون كافانا بدور الرائي/المشعوذ
- ديفيد بيرس بدور سفين، أحد أتباع الإيرل هارلدسون المخلصين
- ناثان أوتول بدور بيورن يارنسيدا، ابن راغنار ولاغيرثا
- روبي أوليري بدور جيدا، ابنة راغنار ولاغيرثا
- إيدي إلكس بدور اولافور، محارب فايكنغ يخدم الإيرل هارلدسون
- فلاديمير كيلاسح بدور إريك، مسن من الفايكنغ وأحد محاربي راغنار
- ديارميد مرتاغ بدور ليف، أحد محاربي راغنار وابن إريك
- تادج مورفي بدور آرني، أحد محاربي راغنار.
- جيفرسون هول بدور تورستاين، أحد محاربي راغنار وأقرب أصدقاءه
- جوكو أهولا بدور كاوكو، فايكينغ فنلندي وأحد محاربي راغنار
- إيرك هيجنز بدور كنوت تجوولف، الأخ غير الشقيق للإيرل هارلدسون
- سوف ايرفين بدور شقيق سنوولف، يعمل في دير دارتموث
- كاري كراولي بدور اليسف، زوجة إريك وأم ليف
- سام لوكاس سميث بدور إدوين، ساكسوني
- إيفان كاي بدور الملك أيلا من نورثمبريا
- جوناثون كيمب بدور اللورد ويغا، مستشار الملك ايلا
- بيتر جاينور بدور اللورد إدغار، مستشار الملك ايلا
- إلينور كراولي بدور ثايري، ابنة الإيرل هارلدسون سيغي
- مود هيرست بدور هيلغا، امرأة فلوكي
- تريفور كوبر بدور إيرل بجارني
- انجوس ماكينيس بدور توستيك، محارب فايكنغ قديم

### الضيوف
- إيدي درو بدور أودين، يظهر في رؤى راغنار
- جيرارد مكارثي بدور برونستد، الفايكنج الذي هاجم لاغرثا
- بيلي جيبسون بدور أولف
- ديفيد ويلموت بدور أولاف أندويند
- كونور مادن بدور إريك تريجفاسون، وهو من الفايكنج الذي يحاكم في كاتيغات من قبل الإيرل هارلدسون
- دونا دنت بدور شقيقة سيجفالد تبختر
- سيان كوين بدور أولاف، ابن إنغولف
- كريج ويتاكر بدور هاكون، فايكنغ وأحد رجال راغنار
- ديس برايدن بدور الأب كوثبرت، المسؤول عن دير ليندسفارن
- سيباستيان فيرميول تاباك بدور أوسايرك
- ديفيد موراي بدور اللورد أيثلوولف، شقيق الملك أيلا
- كاثي وايت بدور الملكة الياهوزويث من نورثمبريا، زوجة الملك أيلا
- شون تريسي بدور الأمير اغبرت، أبن الملك أيلا
- جيمس فلين بدور إيديريك، ساكسوني
- توربيورن هار بدور الإيرل بورغ، إيرل من جوتالاند
- ديفيد مايكل سكوت بدور نيلس

## الحلقات
| ر. الإجمالي | ر. في الموسم | العنوان             | المخرج        | الكاتب      | تاريخ العرض الأصلي |
| ----------- | ------------ | ------------------- | ------------- | ----------- | ------------------ |
| 1           | 1            | «اختبار القدرات»    | يوهان رينك    | مايكل هيرست | 3 مارس 2013        |
| 2           | 2            | «غضب الاسكندنافيين» | يوهان رينك    | مايكل هيرست | 10 مارس 2013       |
| 3           | 3            | «جرّدوا من الغنائم»  | يوهان رينك    | مايكل هيرست | 17 مارس 2013       |
| 4           | 4            | «الأثر»             | سياران دونيلي | مايكل هيرست | 24 مارس 2013       |
| 5           | 5            | «الغزو»             | سياران دونيلي | مايكل هيرست | 31 مارس 2013       |
| 6           | 6            | «دفن الموتى»        | سياران دونيلي | مايكل هيرست | 7 أبريل 2013       |
| 7           | 7            | «فدية الملك»        | كين جيروتي    | مايكل هيرست | 14 أبريل 2013      |
| 8           | 8            | «تضحية»             | كين جيروتي    | مايكل هيرست | 21 أبريل 2013      |
| 9           | 9            | «تغيّر كلّ شيء»       | كين جيروتي    | مايكل هيرست | 28 أبريل 2013      |

## الإنتاج

### الموسيقى
قام تريفور موريس بتأليف النوتة الموسيقية للموسم الأول بالتعاون مع ستيفن ريتشارد ديفيس وستيف تافاجليوني وبريان كيلجور وتينا جو وميل ويسون. تسلسل الافتتاح مصحوب بأغنية If I Had a Heart للفنان Fever Ray.
تم إصدار ألبوم الموسيقى التصويرية في 21 يونيو 2013 بواسطة Sony Music Entertainment.
تم عرض موسيقى إضافية غير أصلية للمجموعة الموسيقية النرويجية Wardruna في الحلقات 'Trial' و 'Sacrifice'. المسارات المميزة - التي لم يتم تضمينها في إصدار الموسيقى التصويرية - هي "Fehu" و "Ár var alda" و "Heimta Thursday" و "Dagr" و "Laukr" و "Løyndomsriss". [بحاجة لمصدر]

## وصلات فنية
- (بالإنجليزية)
- فايكنغز  في قاعدة بيانات الأفلام على الإنترنت (بالإنجليزية)